# Joventut Nacionalista de Catalunya
La Joventut Nacionalista de Catalunya (JNC) és una organització política juvenil autònoma, associada des de l'any 2020 a Junts per Catalunya. S'autodefineix com a organització liberal, progressista, feminista, nacionalista (catalanista), independentista i europeista.
És una organització juvenil que actualment segueix activa per tot Catalunya i s'organitza en diverses seccions per tot el territori.

## Història
Es creà l'abril de 1980 a Platja d'Aro (dins del municipi de Castell d'Aro, Platja d'Aro i s'Agaró) com a joventuts de Convergència Democràtica de Catalunya (CDC), on va romandre fins a la dissolució del partit el 2016.
L'organització va participar el 2016 en la fundació del Partit Demòcrata Europeu Català (PDeCAT), successor de CDC, amb el qual van signar un conveni que es va mantenir vigent fins al 2020, quan arran de la creació del partit Junts per Catalunya, la JNC va decidir tallar les seves relacions amb el PDeCAT i expressar el seu suport polític al partit liderat per Carles Puigdemont.
El juliol de 2020, la secretària general de la JNC, Judith Toronjo, va assistir a l'acte de presentació de Junts. Després, el Consell Nacional de la JNC va decidir amb una majoria del 88% trencar el conveni amb el PDeCAT. Finalment, el 23 d'octubre de 2020, els membres de JNC van aprovar el suport de les candidatures de Junts per Catalunya i la formalització d'un nou acord de cooperació amb aquest partit polític.
El març de 2021, en el marc del XXIè Congrés de la JNC, es va escollir Álvaro Clapés-Saganyoles i Ariadna Urroz com a nous Secretari General i Presidenta del Consell Nacional de l'organització, respectivament.

## Presidències i secretaries generals
Llista de presidents i secretaris generals de la JNC:
| Anys        | Presidència                | Secretaria general             | President del Consell Nacional |
| ----------- | -------------------------- | ------------------------------ | ------------------------------ |
| 1980 — 1982 | Sense presidència          | Ramon Camp i Batalla           | Josep Soler i Casanellas       |
| 1982 — 1984 | Ramon Camp i Batalla       | Joan Oliveres i Bagués         | NC                             |
| 1984 — 1986 | Raimon Gusi i Amigó        | Enric Ticó i Buxadós           | NC                             |
| 1986 — 1988 | Enric Ticó i Buxadós       | Lluís Recoder i Miralles       | NC                             |
| 1988 — 1989 | Lluís Recoder i Miralles   | Jordi Martí i Galbis           | Jaume Padrós i Selma           |
| 1989 — 1991 | Lluís Recoder i Miralles   | Carles Campuzano i Canadès     | NC                             |
| 1991 — 1992 | Feliu Guillaumes i Ràfols  | Carles Campuzano i Canadès     | Jordi Vendrell i Ros           |
| 1992 — 1994 | Feliu Guillaumes i Ràfols  | Carles Campuzano i Canadès     | NC                             |
| 1994 — 1996 | Carles Campuzano i Canadès | Josep Rull i Andreu            | Antoni Biarnés i Mas           |
| 1996 — 1998 | Sense presidència          | Josep Rull i Andreu            | Pere Saló i Manresa            |
| 1998 — 2000 | Sense presidència          | Jordi Xuclà i Costa            | Daniel Clivillé i Morató       |
| 2000 — 2002 | Jordi Xuclà i Costa        | Albert Batalla i Siscart       | Marc Guerrero i Tarragó        |
| 2002 — 2004 | Esther Roca i Isart        | Albert Batalla i Siscart       | NC                             |
| 2004 — 2006 | Albert Batalla i Siscart   | Jordi Cuminal i Roquet         | NC                             |
| 2006 — 2008 | Marc Pifarré i Estrada     | Jordi Cuminal i Roquet         | NC                             |
| 2008 — 2010 | Gerard Figueras i Albà     | Sense secretaria general       | Laura Costa                    |
| 2010 — 2012 | Gerard Figueras i Albà     | Sense secretaria general       | Oriol Martín i Berbois         |
| 2012 — 2015 | Marta Pascal i Capdevila   | Sense secretaria general       | Ramon Morell i Sau             |
| 2015 — 2017 | Sense presidència          | Sergi Miquel Valentí           | Pere Canal Oliveras            |
| 2017 — 2019 | Sense presidència          | Sergi Miquel Valentí           | Judit Cabana Comas             |
| 2019 — 2021 | Sense presidència          | Judith Toronjo Nofuentes       | Albert Pérez Garro             |
| 2021 — 2023 | Sense presidència          | Álvaro Clapés-Saganyoles Baena | Ariadna Urroz Segura           |
| 2023 — 2025 | Sense presidència          | Ariadna Urroz Segura           | Narcís Junquera i Cros         |
| 2025 — 2027 | Sense presidència          | Aleix Agustí Canals            | Carlota Monfort Fantova        |

## Ideologia
Josep Lluís Martín, investigador a la UAB sobre la història del catalanisme, subratlla la influència de la JNC en l'evolució del discurs sobiranista de l'antiga CDC, del PDeCAT i actualment de JuntsXCat.